# Полона Дорник
Полона Дорник (Трбовље, 20. новембар 1962) бивша је југословенска и словеначка кошаркашка репрезентативка. Била је чланица љубљанских клубова КК Олимпија и ЖКК Јежица. Каријеру је завршила у шпанској Селти Виго.
Као чланица Кошаркашке репрезентације Југославије два пута је учествовала на Летњим олимпијским играма: 1984. у Лос Анђелесу и 1988. у Сеулу. У Сеулу је освојила сребрну медаљу.
На Европским првенствима освојила је две медаље: бронзу 1980. у Југославији и сребро 1987. у Шпанији.
Да пута је учествовала и на Универзијадама: 1983. у Едмонтону (бронза) и Загребу 1987. (злато).